# Ketchup

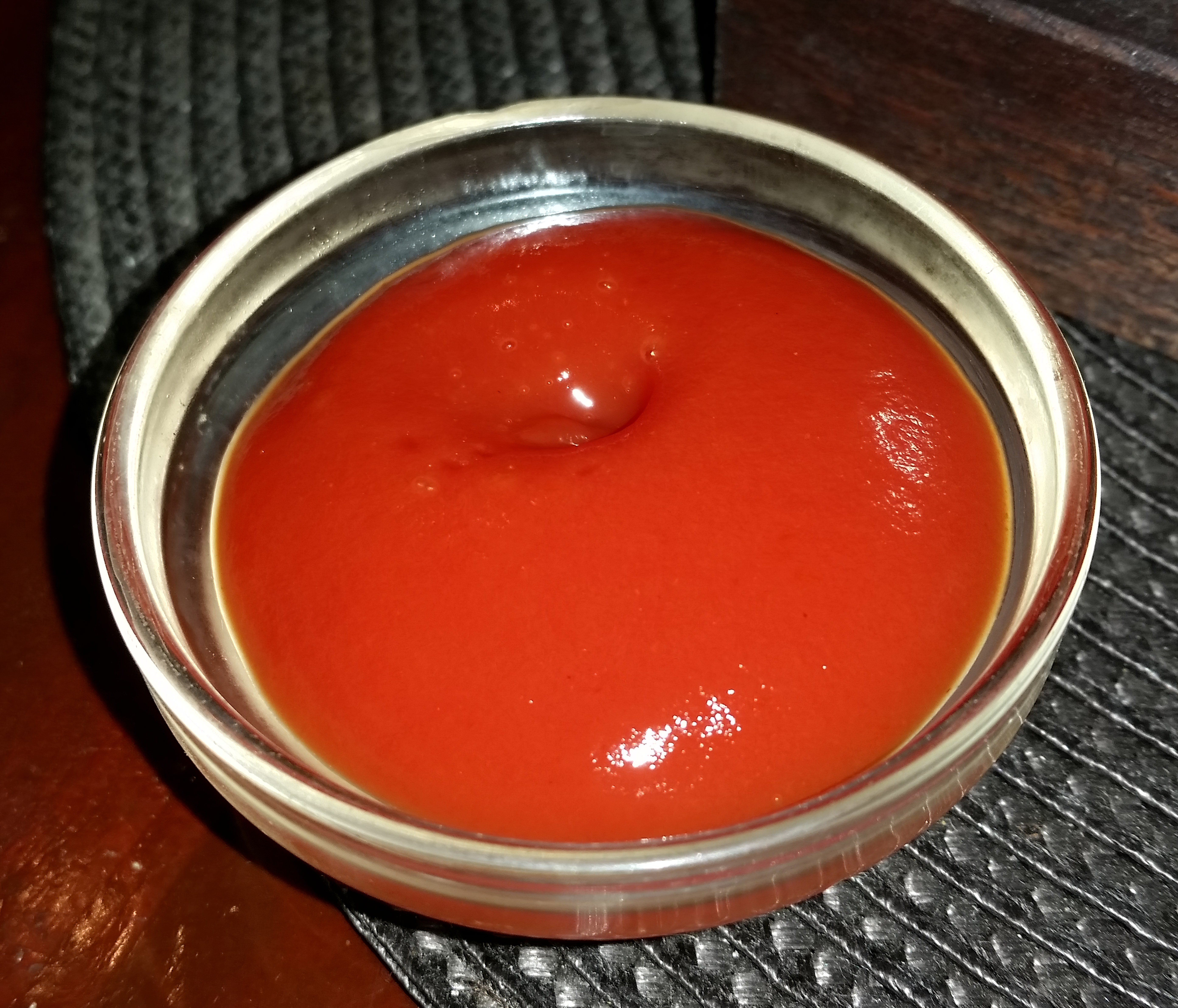
Ketchup

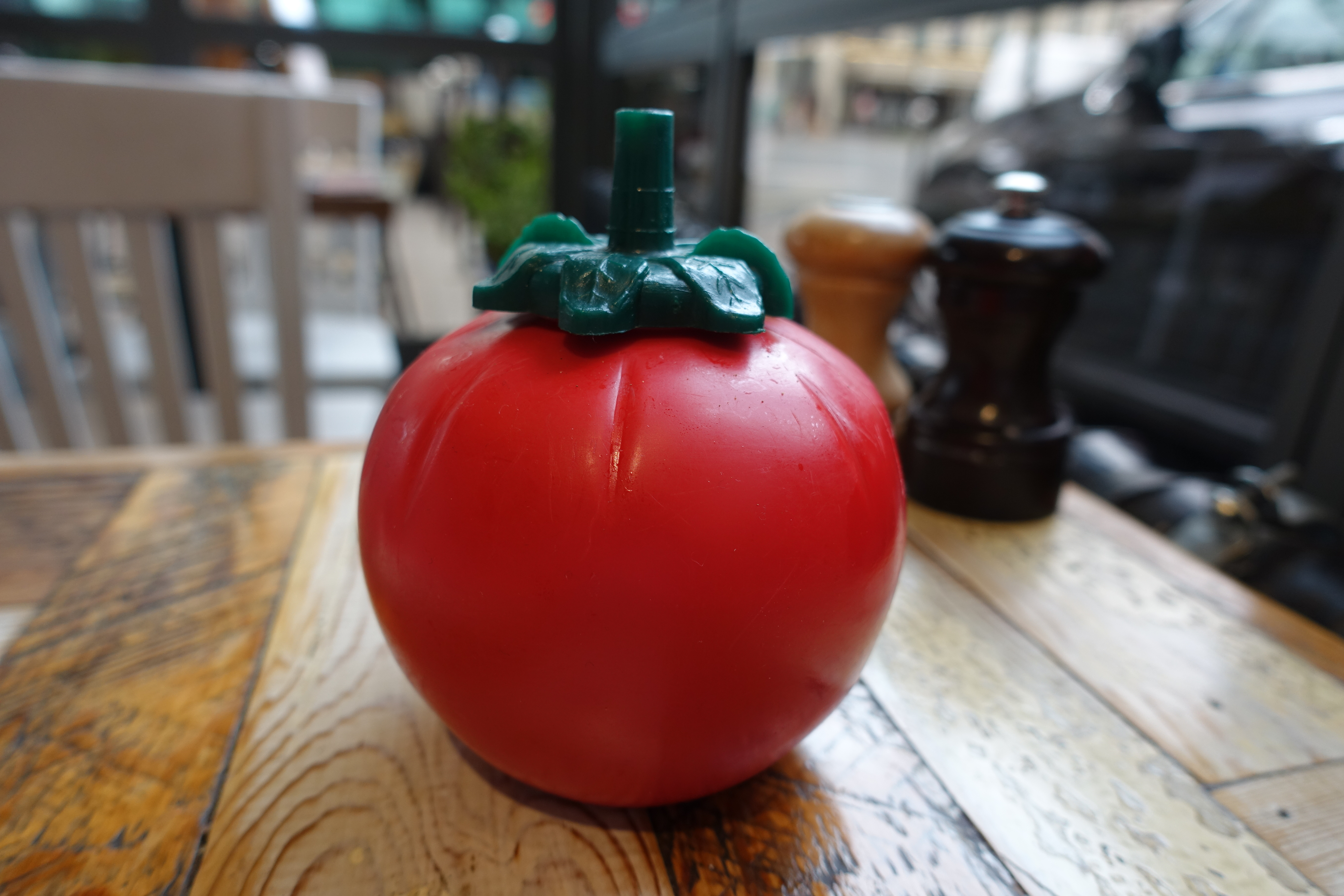
Ketchupfles in een Frans restaurant

Ketchup is een saus die als condiment gebruikt kan worden bij maaltijden, snacks en tussendoortjes. Het eerst bekende recept voor tomatenketchup stamt uit 1812.

## Samenstelling
Met ketchup wordt meestal tomatenketchup bedoeld. Hoofdbestanddeel van tomatenketchup is tomaat in een geconcentreerde vorm. Andere bestanddelen van de saus kunnen zout, salie, peper, azijn, chilipoeder en suiker zijn. Tomatenketchup kan gemiddeld wel 24 suikerklontjes per fles bevatten, suiker maakt volgens onderzoeken 20 tot 30% van het drogestofgehalte van ketchup uit. Oorspronkelijk werd ketchup vaak gemaakt van andere ingrediënten, zoals vis, paddenstoelen, oesters of noten. Een variant is currysaus, in Duitsland en Vlaanderen bekend als curryketchup. Een andere variant uit Duitsland is de "Gewürzketchup" met verschillende kruidenmelanges.

## Oorsprong
Er zijn verschillende theorieën die proberen de oorsprong van de saus en zijn naam te verklaren. Volgens een verklaring stamt het woord uit het dialect van Amoy (heden: Xiamen) in Oost-China en is het  woord ketchup een Engelse verbastering van ketsiap, een saus uit gegiste vis. Een andere theorie vermoedt een band met de bekende sojasaus uit de Indische keuken die in het Nederlands als ketjap (Indonesische spelling: kecap) bekend staat, zodat de oorsprong in Indonesië of Maleisië gezocht moet worden. Een derde theorie zoekt de oorsprong in het Arabische kabies (el-lifet) (كبيس اللفت), wat een gerecht uit ingemaakte raapjes is.

## Fabricage
Een bekende fabrikant van tomatenketchup is het Amerikaanse Heinz, dat zijn belangrijkste productiefaciliteit voor de Europese markt in het Nederlandse Elst heeft. Een andere grote producent is Unilever. Er zijn veel verschillende merken en huismerken tomatenketchup op de markt.